# Prahács Margit
Prahács Margit Kornélia (Budapest, 1893. április 12. – Budapest, 1974. július 1.) magyar könyvtáros, zenekritikus, zenetörténész, zeneesztéta, egyetemi magántanár.

## Életpályája
Szülei Prahács Gyula vasúti tisztviselő és Klinkárt Karolin voltak. 1917-ben a budapesti Zeneakadémián Hegyi Emánuelnél tanult és zongoratanári diplomát szerzett. 1924-ben a budapesti Pázmány Péter Tudományegyetemen lélektant és esztétikát hallgatott és doktorált. 1926–1927 között Berlinben – mint ösztöndíjas – hallgatta Hermann Abert, Curt Sachs és Georg Schünemann kurzusait. 1928–1961 között a Liszt Ferenc Zeneművészeti Főiskola könyvtárát vezette, de kutatómunkáját ezután is még 10 évig folytatta. 1937-ben a budapesti tudományegyetem magántanára lett, ahol collegium musicumot szervezett.
A Napkelet és a Magyar Szemle című folyóiratokba írt zenekritikákat. Fontos eredményeket ért el Liszt Ferenc életművének kutatásában.
Sírja a Farkasréti temetőben található (20/2-1-941/942).

## Művei
- A muzikalitás lelki feltételei (doktori értekezés, Budapest, 1925)
- A zeneesztétika alapproblémái (Budapest, 1935)
- Népzene és nemzet (tanulmány, 1935)
- Liszt és a magyar műveltség (tanulmány, 1936)
- Magyar témák a külföldi zenében (bibliográfia, Kodály Zoltán előszavával, Budapest, 1943)
- Bartók-bibliográfia (Budapest, 1949)
- Zene a régi óvodákban (Zenetudományi Tanulmányok, 1953)
- Kiadatlan és ismeretlen Liszt-levelek a Zeneművészeti Főiskola levéltárában (Zenetudományi Tanulmányok, 1953)
- A Zeneművészeti Főiskola Liszt-hagyatéka (I. Zenetudományi Tanulmányok, 1959)
- Chambre commémorative de F. Liszt à l'École Supérieure de Musique à Budapest (Budapest, 1961, magyarul: A Zeneművészeti Főiskola Liszt-emlékszobája, 1964)
- Franz Liszts Briefe in ungarischen Sammlungen (Budapest-Kassel, 1966)

## Díjai
- Baumgarten-jutalom (1936)

## Emlékezete
- 2024 óta nevét viseli a 635771 Prahácsmargit kisbolygó.[9]